# Joop Hiele
Johannes Frederik „Joop” Hiele (ur. 25 grudnia 1958 w Rotterdamie) – holenderski piłkarz grający na pozycji bramkarza i trener piłkarski.
Z reprezentacją Holandii, w której barwach od 1980 do 1991 roku rozegrał 7 meczów, zdobył mistrzostwo Europy w 1988 roku (jako rezerwowy) i brał udział w Mistrzostwach Świata 1990 (jako rezerwowy). Przez większą część piłkarskiej kariery był zawodnikiem Feyenoordu, grał także w FC Dordrecht i Go Ahead Eagles. Obecnie szkoli swoich następców w PSV Eindhoven, wcześniej, w latach 2002–2004, był trenerem bramkarzy w drużynie narodowej.